# Leonardo de Deus
Leonardo Gomes de Deus, född 18 januari 1991, är en brasiliansk simmare.
de Deus tävlade i två grenar för Brasilien vid olympiska sommarspelen 2012 i London. Han tog sig till semifinal på 200 meter ryggsim och blev utslagen i försöksheatet på 200 meter fjärilsim.
Vid olympiska sommarspelen 2016 i Rio de Janeiro tävlade de Deus i två grenar. Han tog sig till semifinal på både 200 meter ryggsim och 200 meter fjärilsim. Vid olympiska sommarspelen 2020 i Tokyo slutade de Deus på 6:e plats på 200 meter fjärilsim.